# Zakon PC

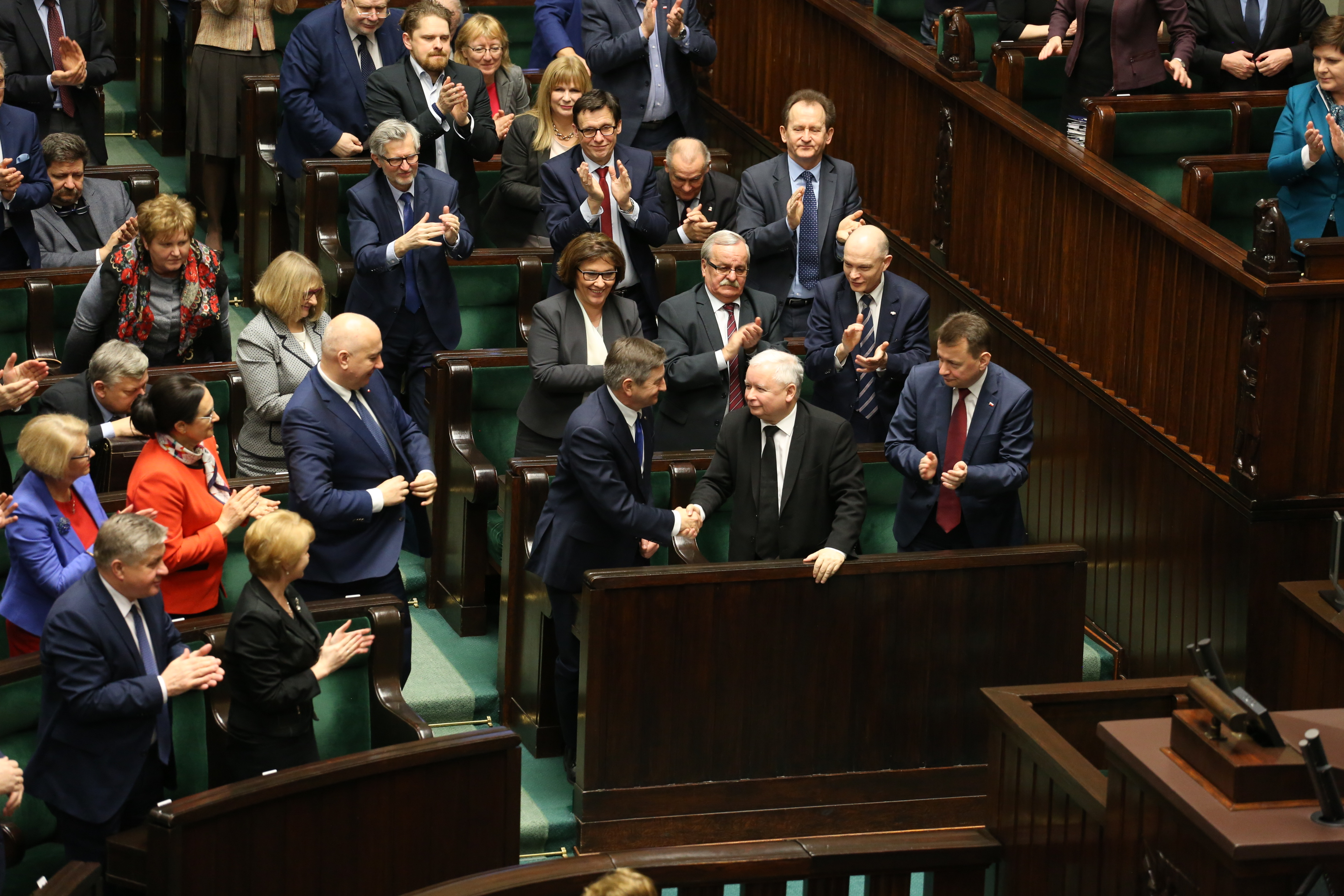
Jarosław Kaczyński gratuluje Markowi Kuchcińskiemu. W pierwszej ławie obok Kaczyńskiego Mariusz Błaszczak. W pierwszej ławie znajdującej się po lewej stronie zdjęcia Krzysztof Jurgiel, dwa rzędy nad nim z lewej strony Marek Suski. Wszyscy wyżej wymienieni są uznawani za członków zakonu PC

Zakon PC – określenie grupy polityków skupionych wokół Jarosława Kaczyńskiego, początkowo należących do partii Porozumienie Centrum, a następnie stanowiących skupioną wokół Jarosława Kaczyńskiego elitę Prawa i Sprawiedliwości.

## Historia
Porozumienie Centrum to założona w 1990 roku przez Jarosława Kaczyńskiego (kierowana przez niego do 1997 roku) partia o profilu chadeckim. W 2001 roku Jarosław Kaczyński założył nową partię pod nazwą Prawo i Sprawiedliwość (w 2003 roku został jej prezesem, zastępując swojego brata Lecha Kaczyńskiego). Przystąpiła do niej grupa dawnych członków Porozumienia Centrum skupiona wokół Adama Lipińskiego. Porozumienie Centrum zostało wyrejestrowane w 2002 roku. Z czasem skoncentrowana wokół Jarosława Kaczyńskiego wąska, elitarna i zamknięta grupa byłych polityków Porozumienia Centrum zaczęła być nazywana przez media mianem zakonu PC. Sam Jarosław Kaczyński nazwał polityków lojalnych wobec niego w latach 90. Pierwszą Brygadą PiS-u. Zakon PC według opinii dziennikarzy miał być najbardziej wpływową frakcją w Prawie i Sprawiedliwości.
Wielu polityków zakonu objęło ważne funkcje w rządach Kazimierza Marcinkiewicza, Jarosława Kaczyńskiego, Beaty Szydło i Mateusza Morawieckiego. Pełnili funkcje m.in. marszałka Sejmu, ministra spraw wewnętrznych, ministra obrony narodowej itp. Politycy zakonu byli również charakteryzowani jako szare eminencje PiS. 
Wielu członków tej grupy objęło ważne funkcje w spółkach skarbu państwa. W drugim rządzie Mateusza Morawieckiego część polityków z tzw. zakonu PC została zastąpiona na swoich stanowiskach przez młodych polityków Solidarnej Polski związanych ze Zbigniewem Ziobrą oraz młodych działaczy skupionych wokół Mateusza Morawieckiego i Daniela Obajtka.

## Przedstawiciele
Politycy, których zaliczono do zakonu PC, to m.in. Adam Lipiński, Joachim Brudziński, Mariusz Błaszczak, Marek Suski, Marek Kuchciński, Przemysław Gosiewski, Leonard Krasulski, Krzysztof Tchórzewski, Jarosław Zieliński czy Krzysztof Jurgiel, a także Adam Glapiński, który nie przystąpił do PiS, jednak z rekomendacji tej partii objął urząd prezesa NBP.